# Lavon
Lavon is een plaats (town) in de Amerikaanse staat Texas en valt bestuurlijk gezien onder Collin County.

## Demografie
Bij de volkstelling in 2000 werd het aantal inwoners vastgesteld op 387.
In 2006 is het aantal inwoners door het United States Census Bureau geschat op 420, een stijging van 33 (8,5%).

## Geografie
Volgens het United States Census Bureau beslaat de plaats een oppervlakte van
3,3 km², geheel bestaande uit land. Lavon ligt op ongeveer 157 m boven zeeniveau.

## Plaatsen in de nabije omgeving
De onderstaande figuur toont nabijgelegen plaatsen in een straal van 12 km rond Lavon.